# Cluny-múzeum
A Cluny-múzeum, teljes nevén Cluny-múzeum − Nemzeti Középkor Múzeum (Musée de Cluny-Musée National du Moyen Âge), párizsi kiállítóhely az 5. kerületben. Az épület részben egy római kori fürdő maradványaira épült, és magába foglalja a Clunyi apátság egykori párizsi épületét, az Hôtel de Clunyt.

## Története
A múzeumot egy amatőr műgyűjtő, az Hôtel de Clunyban lakó Alexandre Du Sommerard alapozta meg, aki halála után az államra hagyta műkincseit. A múzeumot 1843-ban alapították, gyűjteménye az évtizedek múlásával jelentősen kibővült. Az eredeti kollekció gyűjtési területe szélesebb volt a mainál, 1977-ben nagyjából ötezer 16. századi vagy annál fiatalabb műtárgyat az écoueni reneszánsz múzeumba szállítottak át.
Önmagában is fontos műemlék a gall-római fürdő maradványa, különösen a frigidárium 14 méter magas boltívei. Szintén fontos építészeti emlék az Hôtel de Cluny, amelyet a 13. század második felében emelt a katolikus egyház a párizsi egyetemre járó hallgatói elhelyezésére. Az épületet Jacques d'Amboise apát a 15. században újjáépíttette, és az épület gótikus és reneszánsz elemei közül sok ma is látható.
A múzeum gyűjteményében szobrok, faliszőnyegek, mesteremberek munkái, ékszerek, építészeti töredékek, festmények és egyéb, 1-15. századi műtárgyak találhatók. A 24 ezres gyűjteményből 1600-at lehet megtekinteni a 21 termet elfoglaló állandó kiállításon. Kiemelkedő darabnak számítanak az 1500 körül készült, A hölgy és az egyszarvú néven ismert faliszőnyegek. Ezeket teljes körűen restaurálták, hasonlóan a nekik helyet adó kiállítóteremhez.

## Kiállítási tárgyak

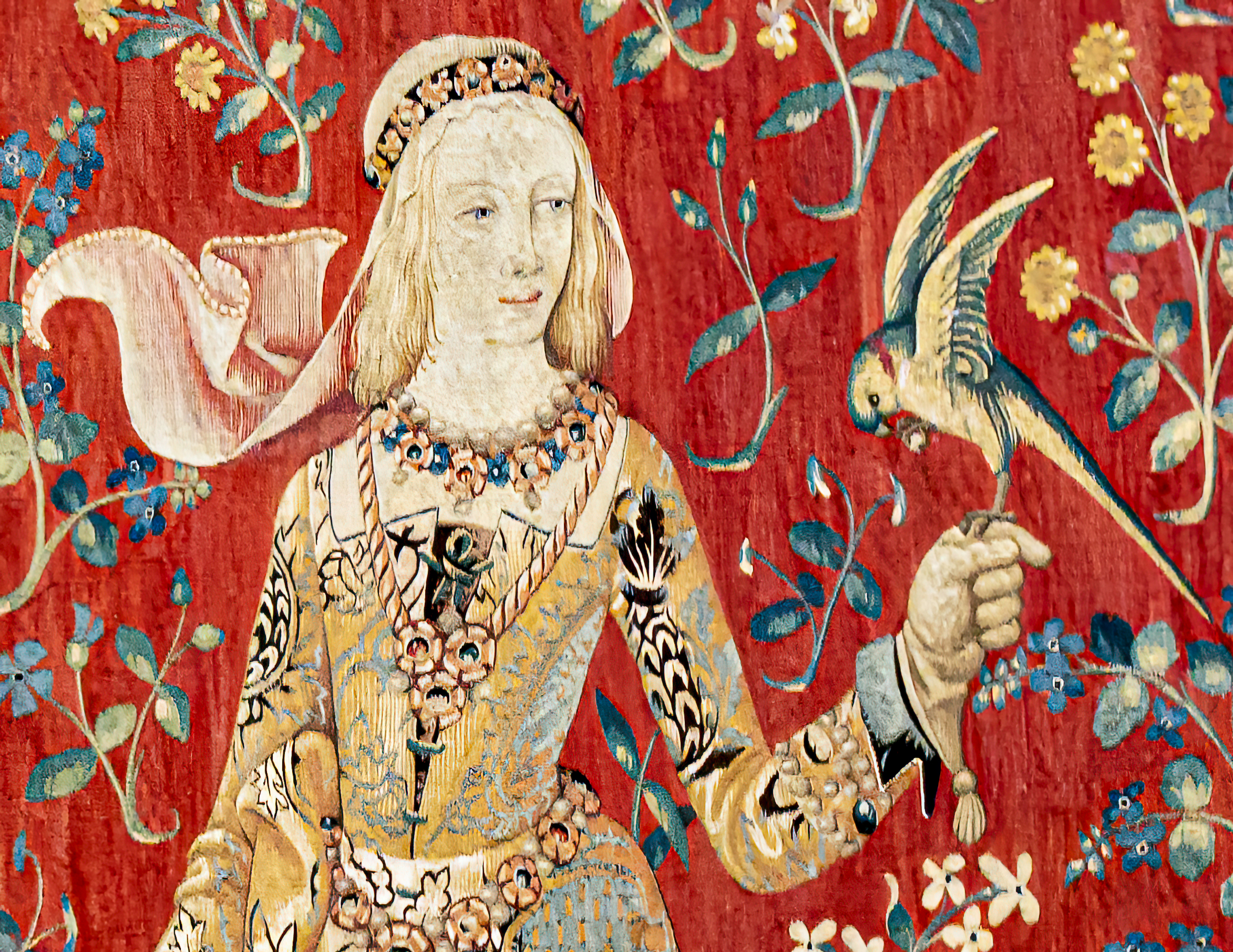
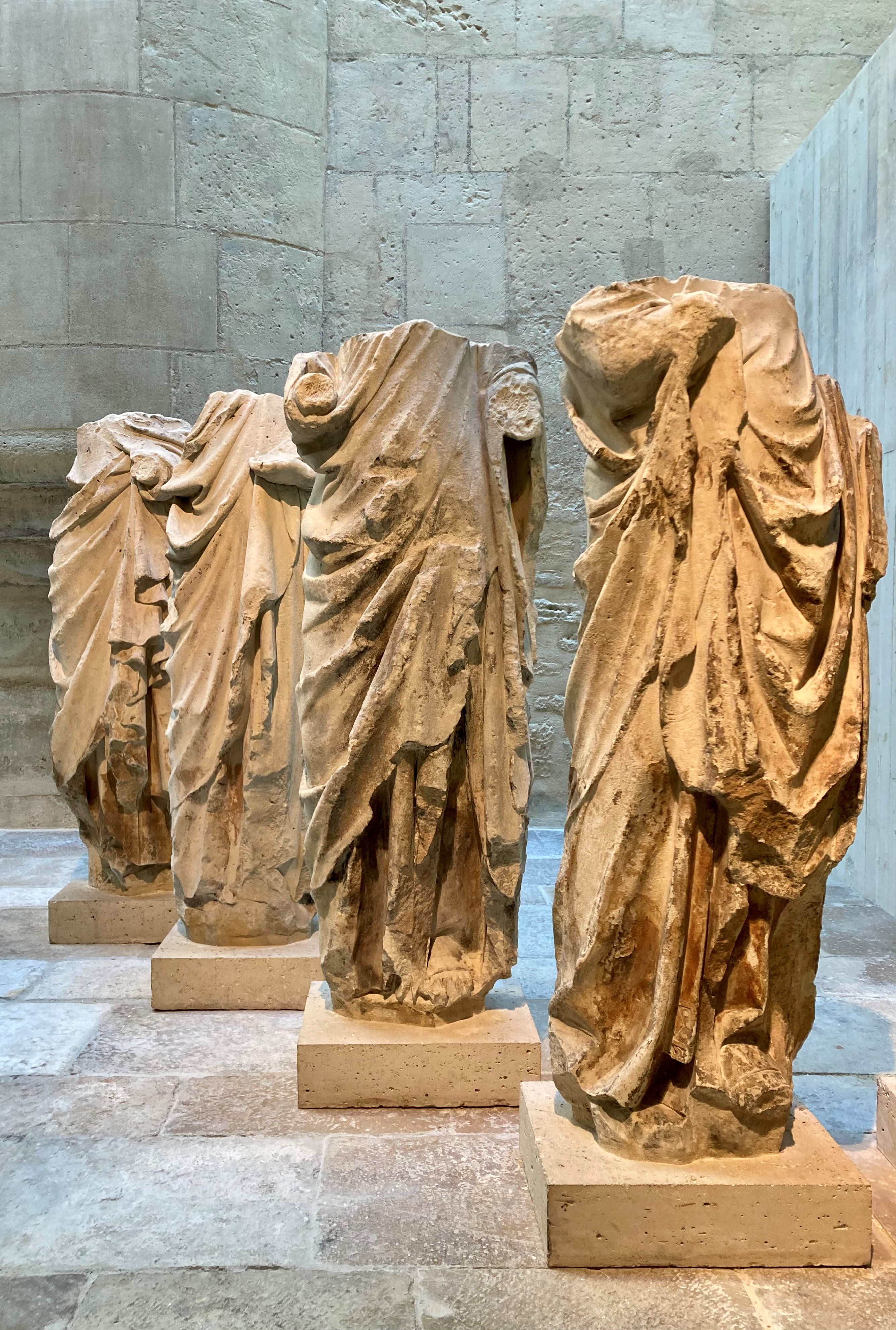
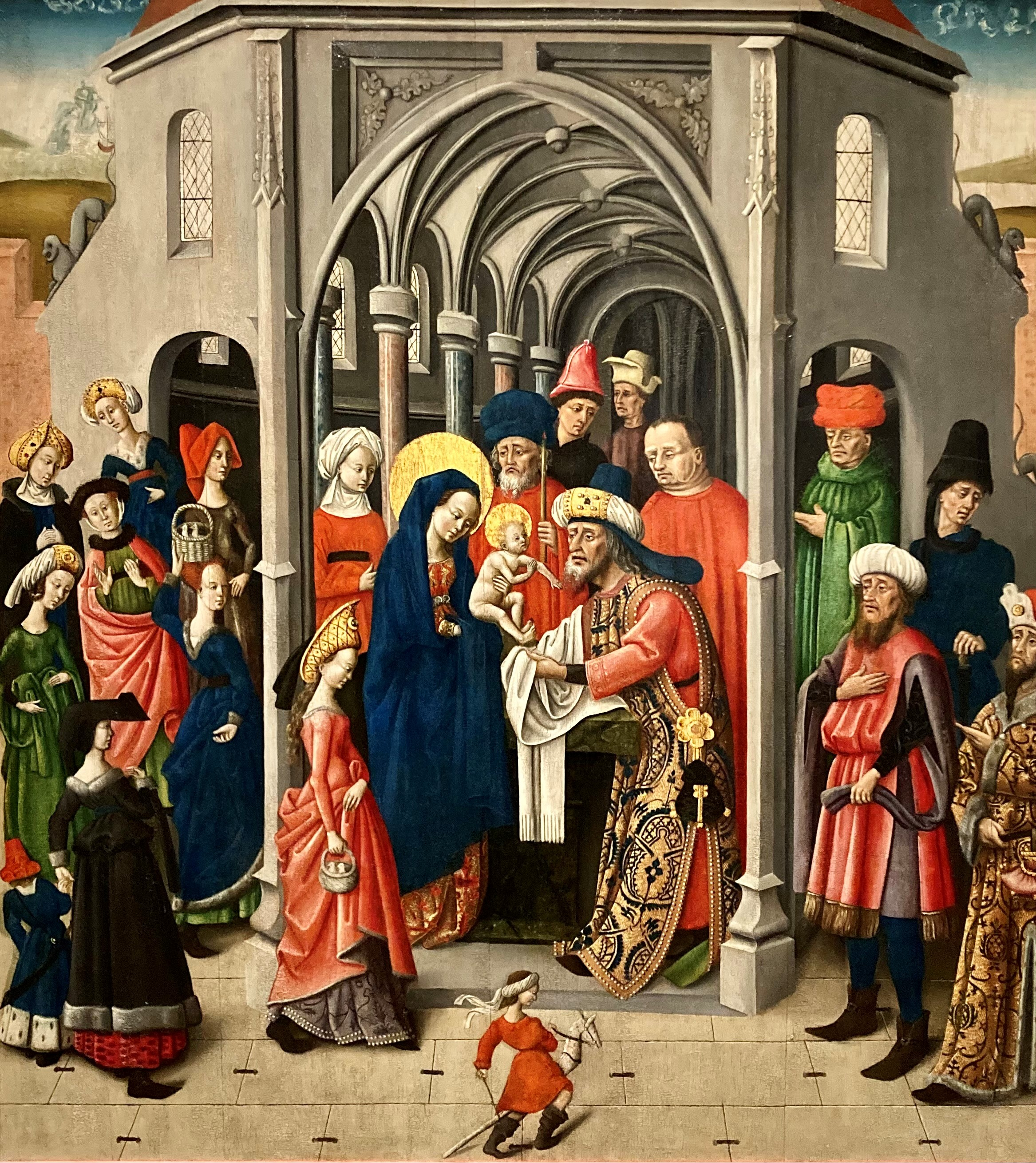
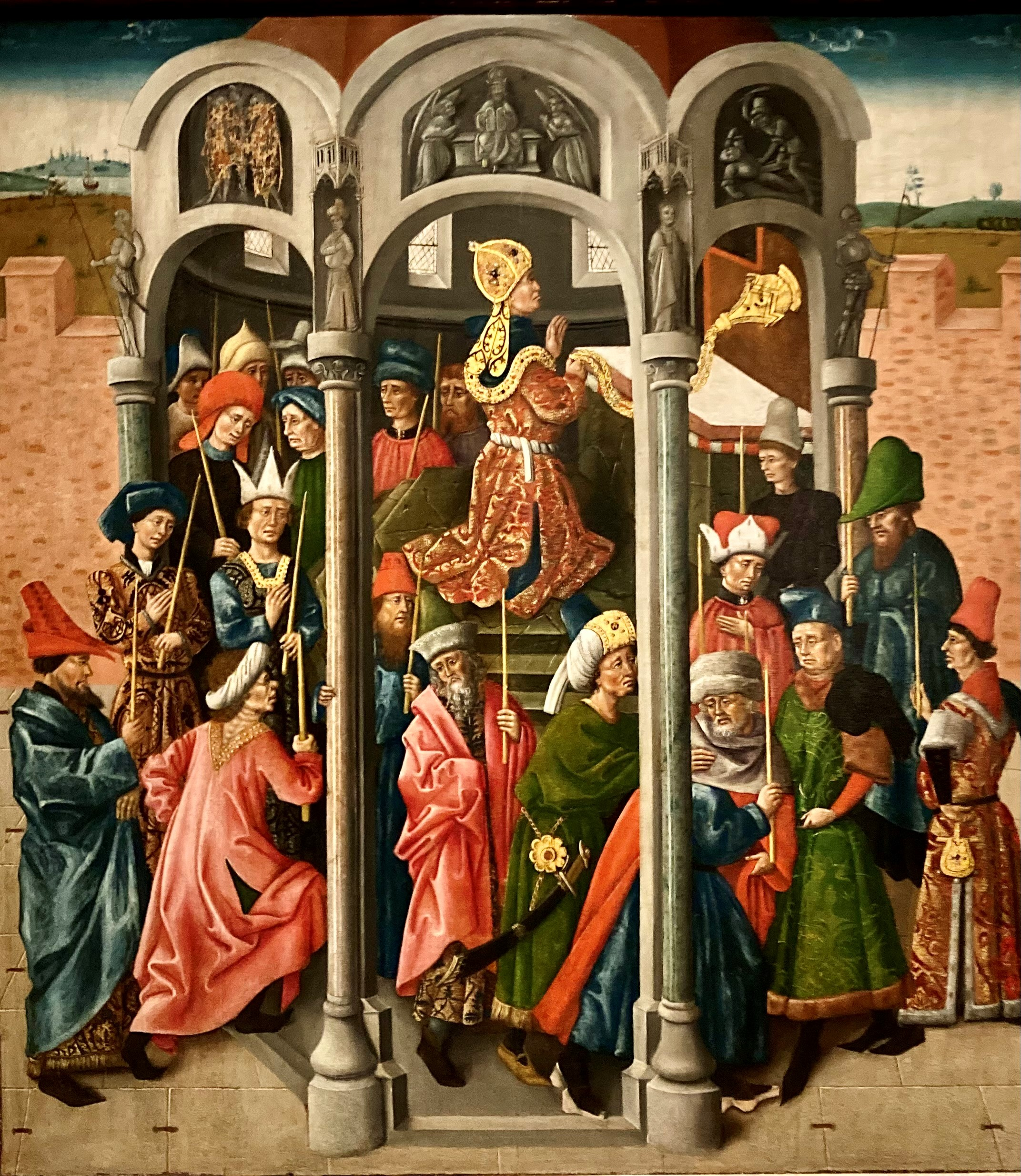
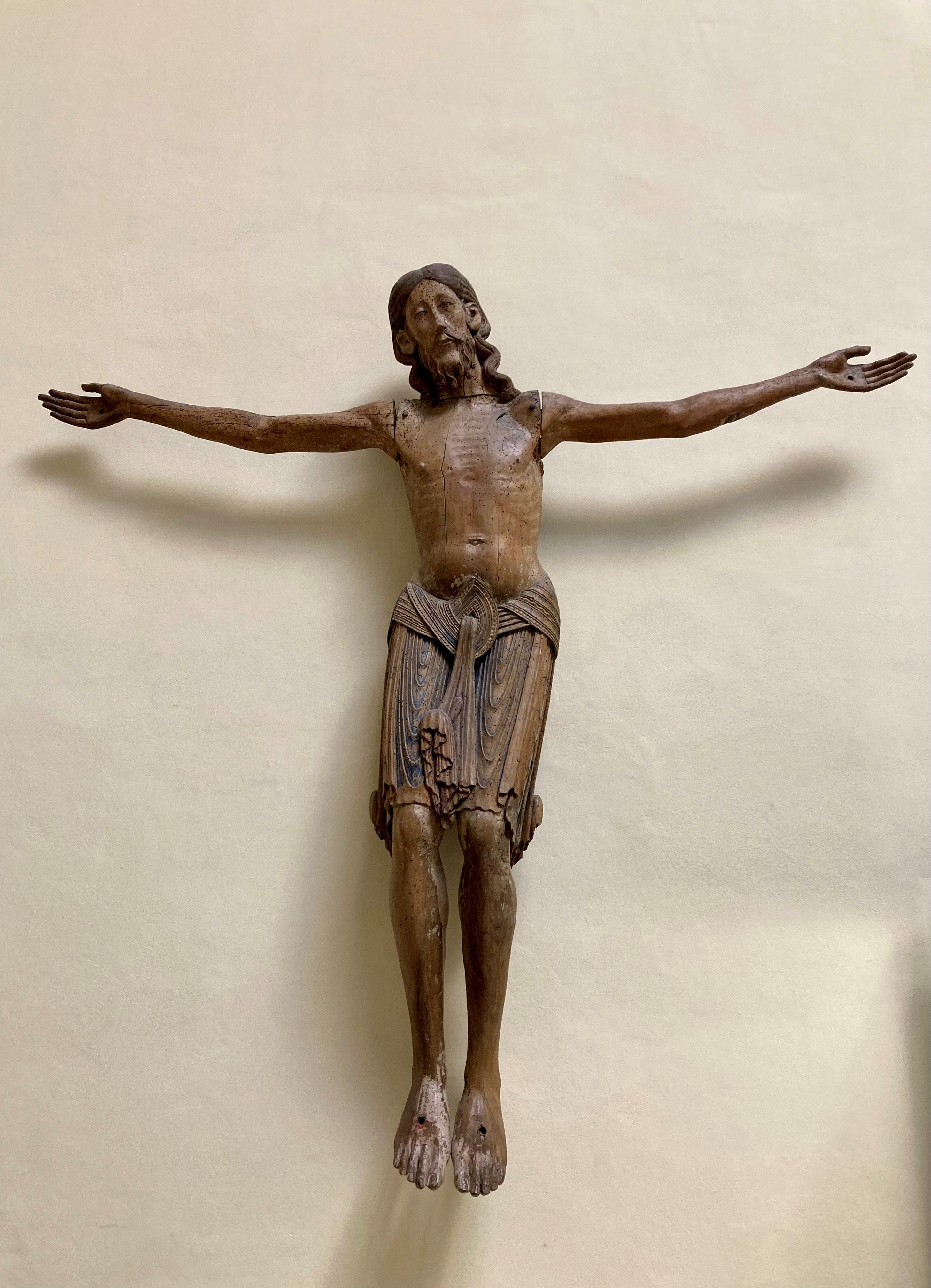
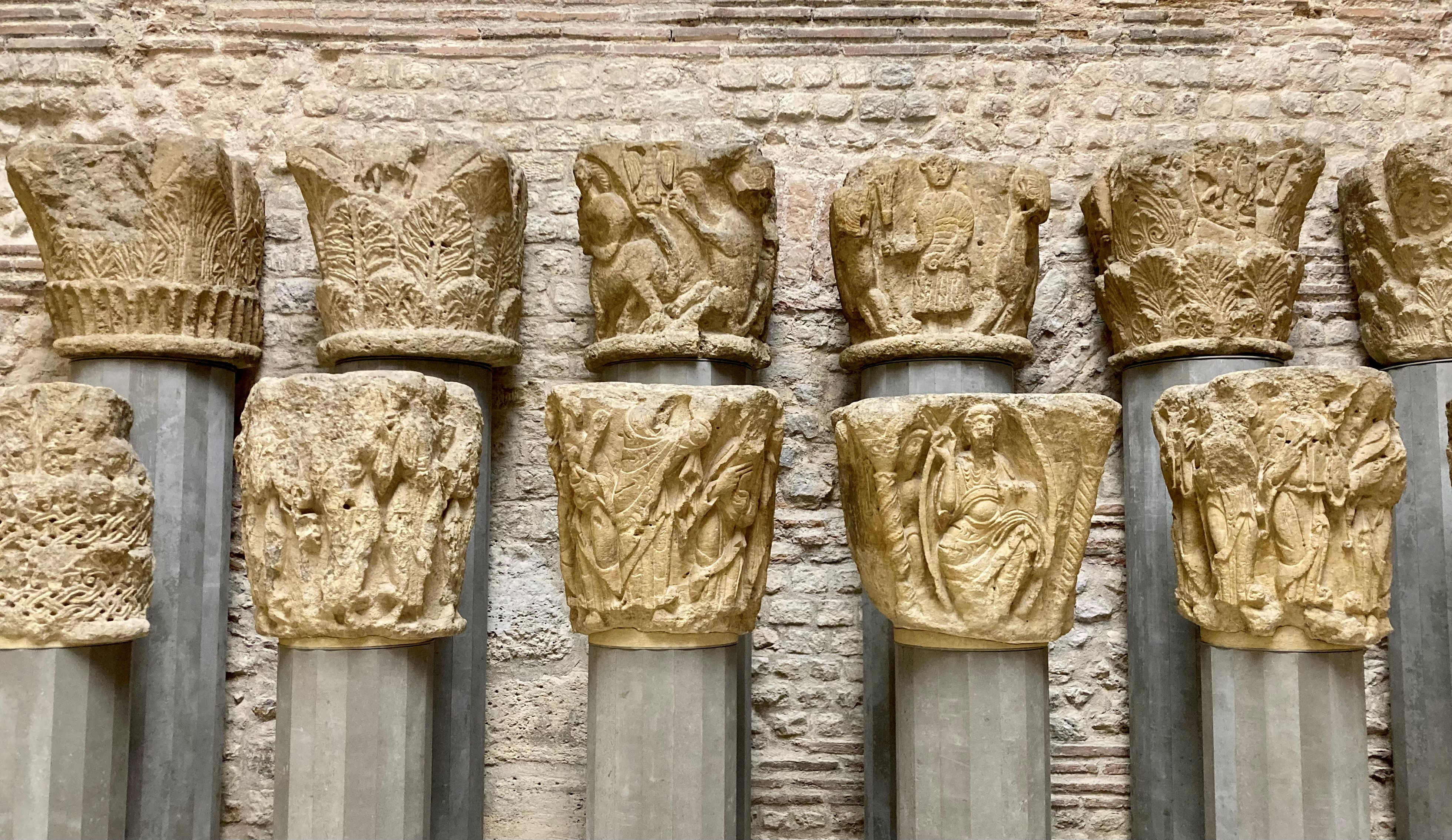